# Regan Daly
Regan Daly est un boxeur irlandais né le 5 mars 1997.

## Carrière
Sa carrière amateur est principalement marquée par une médaille de bronze remportée aux Jeux européens de 2019 dans la catégorie des poids mi-mouches.

## Palmarès

### Jeux européens
- Médaille de bronze en -49 kg en 2019 à Minsk, Biélorussie

## Référence
1. ↑  (en) Résultats des Jeux européens 2019 (amateur-boxing.strefa.pl)